# Splitska katedrala
Splitska katedrala posvećena je Uznesenju Blažene Djevice Marije, u narodu je poznata kao Katedrala sv. Dujma (sv. Duje). Katedrala je smještena u kompleksu Dioklecijanove palače u Splitu, na Peristilu i prvotno je bila carski mauzolej, sagrađen početkom 4. stoljeća. Najstarija je katedrala u svijetu.

## Povijest
Današnja splitska katedrala izgrađena je u 4. stoljeću kao mauzolej rimskog cara Dioklecijana († 316.). Uoči careve smrti, Milanskim ediktom 313. godine, kršćani su dobili slobodu ispovjedanja vjere pa su u Saloni, upravnom središtu provincije Dalmacije, sagradili bazilike nad grobovima kršćanskih mučenika koje su postale sjedištem hodočašća i kulta svetaca.
U 7. stoljeću, Avari i Slaveni su srušili Salonu. Preživjeli stanovnici su pobjegli na otoke, odakle se, nakon određenog vremena, dio njih vratio na kopno i nastanio u napuštenoj carskoj palači. Carski mauzolej su pretvorili u kršćansku crkvu, uklonili poganske idole i sarkofag u kome je car počivao. Iz srušenih bazilika u Saloni, prenijete su kosti svetih mučenika koje je Dioklecijan dao pogubiti: Dujma, prvog biskupa Salone, i Anastazija, radnika, koje su pohranili u carev mauzolej posvećen za metropolitsku crkvu. Prema predaji sačuvanoj kod splitskog kroničara Tome Arhiđakona iz 13. stoljeća, prvi splitski nadbiskup bio je Ivan Ravenjanin (7. st.) koji je organizirao i uredio splitsku Crkvu.
Splitska katedrala poznata je po drvenim vratima koje je izradio domaći majstor Andrija Buvina 1214. godine, izrezbarivši u orahovini 28 prizora Isusova života. Odlično su očuvana, osim najdonjih dijelova oštećenih nogama prolaznika, Buvina su vrata raritet u europskoj umjetničkoj baštini, jer dok su brončane romaničke vratnice razmjerno brojne od drvenih su preostala jedva koja vrata.
Zvonik je vjerojatno izgrađen u 13. stoljeću. Termin oko kojeg se vrti moguća datacija početka gradnje splitskog zvonika jest nestali natpis iz 1257. godine koji je spominjao Kolafisu (Golubicu), udovicu splitskoga kneza Ivana Krčkog, kao donatoricu zvonika, dok joj je lokalna tradicija pridavala zaslugu i za podizanje propovjedaonice u katedrali.

## Opis katedrale
Građevina je izvana oktogonalnog oblika i imala je natkrivani peripter s dvadeset i četiri mramorna stupa s korintskim kapitelima. Portal katedrale je, također, antičkog porijekla. Na baroknoj kamenoj ploči s tijarom na vrhu istaknut je metropolitanski i primacijalni status crkve koji je nadbiskupija imala do papinske bule Locum Beati Petri 1828. godine. Na vrhu portala smješten je mali sarkofag u kojem su sahranjeni ostaci Katarine i Margarite, kćeri kralja Bele IV., koje su umrle u Klisu u vrijeme mongolske najezde sredinom 13. stoljeća.
Katedrala je iznutra okruglog oblika, nadsvođena kupolom s četvrtastim i polukružnim nišama, u kojima su nekoć stajali kipovi bogova i careva. Unutrašnji prostor okružuje osam granitnih stupova postavljenih na bazi od bijelog kamena, s korintskim kapitelima. Ti stupovi su bili isključivo dekorativne namjene. Nad bogato ukrašenim kapitelima nalazi se vijenac koji čini bazu za drugi red porfirnih stupova. Iznad drugih kapitela nalazi se manji vijenac te friz s likovima genija, Merkura Psyhopomposa te medaljoni s likovima cara Dioklecijana i njegove žene, carice Priske.
Po ulazu u katedralu, s lijeve strane, nalazi se šesterostrana propovjedaonica (ambon) nastala 1257. godine darom kneginje Kolafise, udovice splitskog kneza Ivana Frankopana. Izradio ju je majstor Mavro od skupocjenoga crvenog i zelenog porfira koji potječu vjerojatno od uništenog carskog sarkofaga. Propovjedaonica je podignuta na šest mramornih stupova koji završavaju raznolikim kapitelima od domaćeg kamena.
U 15. stoljeću izgrađena su dva kamena oltara s ciborijima koji su smješteni u nišama mauzoleja s lijeve i desne strane glavnog oltara. Desni oltar posvećen glavnom gradskom patronu svetom Dujmu dao je podići 1427. talijanski majstor Bonino da Milano († 1429.), a oblikovan je kao sarkofag s ležećim likom svetog Dujma u ornatu, koji je glavu položio na aureoli iznad ukrašena jastuka, dok nad njom tri anđela podržavaju nabranu tkaninu poput šatora. Unutarnji dio baldahina ciborija oslikali su freskama kasnogotičkog stila splitski slikar Dujam Vušković i Ivan Petrov iz Milana.1429. godine. U drugoj polovici 18. stoljeća, podignut je novi oltar svetog Dujma pa je ovaj tada posvećen svetom Josipu. Godine 1958., tijekom restauratorskih radova, uklonjen je barokni antependij i otkriven antički sarkofag s likom Dobrog pastira (Pastor Bonus). Na sarkofagu nalazi se oltarna menza s natpisom u ritmiziranim stihovima koja datira iz sredine 13. stoljeća.
Lijevi oltar, posvećen gradskom suzaštitniku svetom Anastaziju, djelo je umjetnika Jurja Dalmatinca († 1473./75.) koji ga je izradio 1448. godine, također u obliku sarkofaga s gisantom. Na antependiju oltara nalazi se lijep i realističan reljef s prikazom Kristova bičevanja, izrađen po uzoru na Donatellov crtež.
U sjevernoj niši katedrale smješten je novi oltar sv. Dujma, rad mletačkog kipara Giovannija Marije Morlaitera (1699. – 1781.) iz 1767. u koji su 1770. godine prenesene svečeve moći. Na antependiju oltara nalazi se reljefni prikaz dekapitacije svetog Dujma izrađen u stilu rokokoa. Nad oltarom nalazi se ciklus slika s prizorima iz života Djevice Marije, rad mletačkog slikara flamanskog podrijetla, Pietera de Costera (o. 1615. – 1702.).
Glavni oltar splitske katedrale izgrađen je između 1685. i 1689. godine. Iznad oltara nalazi se rezbareni kasetirani svod s uljanim sličicama euharistijske tematike, djelo rapskog umjetnika Matije Ponzonija (1583.- o. 1670.) izrađeno po narudžbi nadbiskupa Sforze Ponzonija († 1640.), umjetnikova brata.
Kor je dograđen početkom 17. stoljeća na inicijativu splitskog nadbiskupa Markantuna de Dominisa (1560. – 1624.) tako što je srušen istočni dio zida mauzoleja. Time je narušen peripter, ali je znatno proširena katedrala. U koru se nalaze umjetnički vrijedne drvene korske klupe i nadbiskupski tron, te šest velikih uljanih slika iz ciklusa života svetog Dujma, rad slikara Pietra Ferarija te drveno raspelo iz druge polovice 14. stoljeća u obliku grčkog slova Y.

## Zvonik splitske katedrale
Zvonik katedrale je jedan od najoriginalnijih crkvenih zvonika na jadranskoj obali. Gradnja zvonika započela je sredinom 13. stoljeća i trajala je negdje do sredine 16. stoljeća. Zbog iznimno dugog perioda gradnje, kombinacija je romaničkog i gotičkog graditeljstva, no oba stila su u izvrsnom suglasju. U dekorativnim elementima perevladava romanički stil, a izvedba arhitektonske prozračnosti pripada gotičkom stilu gradnje.
Zvonik je osebujno graditeljsko djelo, specifično po svojoj vitkosti i transparentnosti, po stepenastom sužavanju prema vrhu i uklopljenosti u antičko graditeljsko okruženje, jer uporabom vijenaca i kapitela, u formatu otvora i lukova, korespondira s arkadama Peristila i trabeacijom periptera mauzoleja.
Nisu poznati prvotni projektant i graditelj splitskog zvonika, no zna se da je u 15. stoljeću izvjesni Nikola Tvrdoje upravljao nastavkom gradnje. Donatori izgradnje monumentalnog zvonika, osim građana Splita, vjerojatno su ugarsko-hrvatski kralj Bela IV. i njegova žena kraljica Marija te knez Ivan Frankopan i žena mu Kolafisa.
Zvonik je temeljito i radikalno restauriran u razdoblju između 1890. i 1908. godine. Posljednji kat s naznakama renesansnog stila u potpunosti je izmijenjen kako bi bio u stilskom suglasju s ostalim katovima zvonika. Brojne antičke spolije i skulpture s prikazima grifona, lavova, sfinga i ljudi uklonjene su. Pojedini ulomci starog zvonika čuvaju se u Muzeju grada Splita ili su ugrađeni u zgradu Tusculuma u Saloni.

## Kripta katedrale
Ispod mauzoleja smještena je kripta posvećena sv. Luciji, djevici i kršćanskoj mučenici.

## Riznica katedrale
U katedralnoj riznici, smještenoj iznad sakristije, čuva se Evanđelistar sv. Dujma iz druge polovice 6. stoljeća, najstariji rukopis pisan na pergameni sačuvan na tlu Hrvatske. Među vrijednostima riznice nalaze se dragocjeni arhivski dokumenti, srednjovjekovni kodeksi (Historia Salonitana), brojni relikvijari, srebrna pala s oltara sv. Dujma iz prve polovice 14. stoljeća, misno ruho i posuđe te čudotvorna ikona Gospe od zvonika prenesena iz crkvice iznad Željeznih vrata.